# ويليام كرامب
ويليام كرامب هو سياسي أمريكي، ولد في 1809 في كارولاينا الشمالية في الولايات المتحدة، وتوفي في 3 يناير 1889. انتخب Speaker of the Texas House of Representatives ‏.